# 婴宁

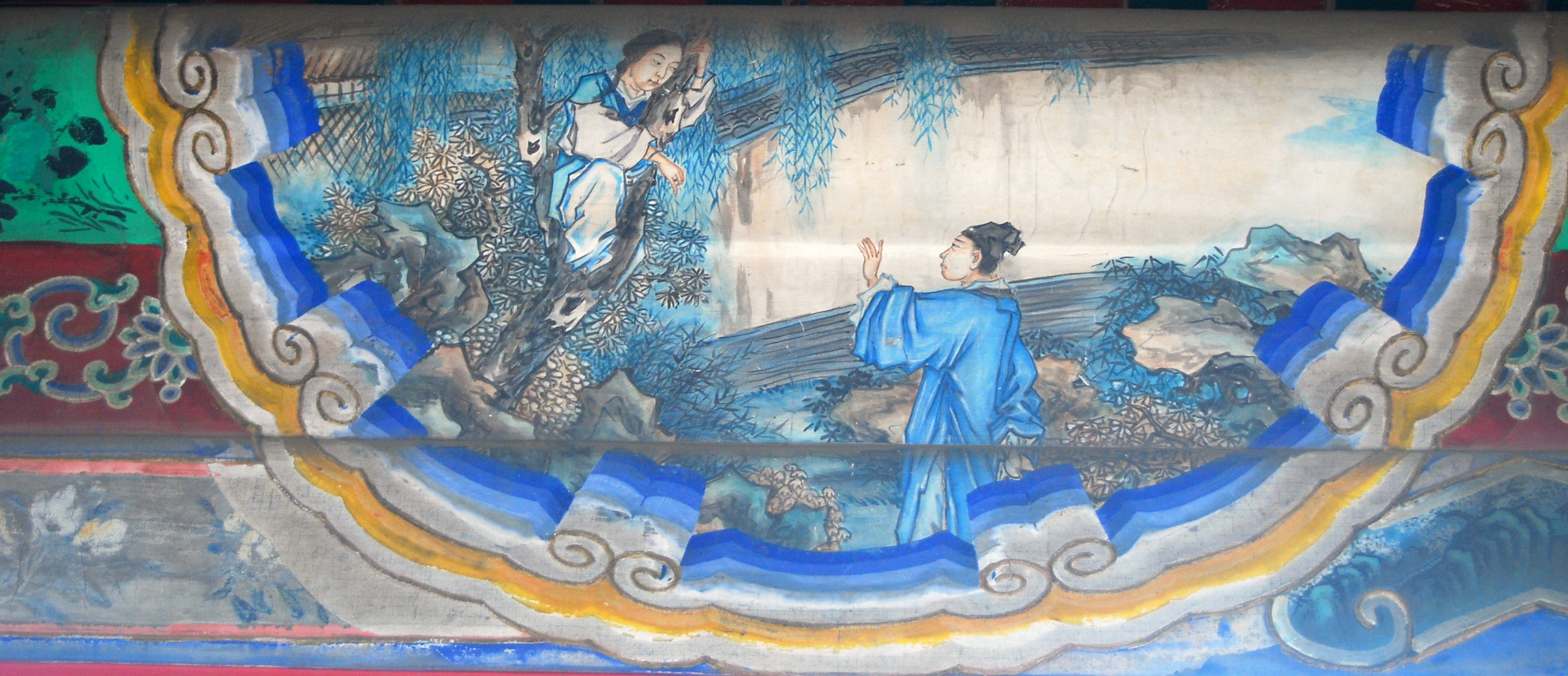
颐和园长廊彩绘：婴宁

《婴宁》是清朝文学家蒲松龄的《聊斋志异》中的一个故事。
故事讲述山东莒县罗店有个叫做王子服的读书人，年幼丧父，但十分聪明，14岁就考取了秀才。一年元宵节，王子服在郊外碰到一位拿着梅花，带着丫鬟的美丽少女，顿时把王子服迷住了，一直看着少女。少女对丫鬟说，这个人怎么像贼人一样看人，说完丢下梅花走了。
王子服捡起梅花，怏怏而回。回家后他把梅花藏在枕下，睡在床上不吃饭也不说话。母亲给他请医生看病也不见好转。表哥吴生来看望，王子服把他遇到少女的事情讲给了表哥听，并央求吴生设法帮他找到那位少女。吴生答应了下来。王子服的病一下子好了起来。过了几天，吴生又来看望，并哄骗王子服说，那位少女是他的姨表妹，住在三十多里外的南山中。王子服听了后又央求吴生去帮助说媒，吴生答应了。
王子服在家养病，看着梅花睹物思人，可是吴生一直没有消息。过了好几天，王子服终于按捺不住，把梅花藏在袖中，独自一人去南山。王子服来到南山下的一个村子，在一户人家门口正好看到他遇到过的那位少女，但是他又不知如何开口，一直在院外等到天黑才看到一个老婆婆走出院子。老婆婆把他叫进院子，问了他的家世，并告诉王子服少女叫做婴宁，是他的姨表妹，从小贪玩爱笑。王子服留在了姨母家过夜。第二天一早，王子服在后院遇到婴宁，她正好在树上玩耍，看到王子服笑得差点摔下树来。王子服上前扶住，并把藏在袖中的梅花给她看，向她诉说了自己的爱慕之情，而婴宁却只是笑。
王子服带着婴宁回到了家里。母亲很惊讶，她果然有个姐姐嫁了出去，但是已经死了多年。而婴宁却对身世的询问笑而不语。表哥吴生再去南山为王子服做媒，但是根本找不到那个村子，只有当年吴生的姑妈葬在这里。
婴宁在王家很快得到了大家的喜欢，心灵手巧，针线活做得非常好。很快，王子服和婴宁结婚了。婚后，婴宁告诉他，他是狐女和王子服的姨丈秦氏所生，秦氏死后，狐女改嫁，而把婴宁托付给秦氏的原配，也就是南山的鬼妈妈抚养。
王子服和婴宁的生活非常甜美。他们还到南山把鬼妈妈的骸骨找到，与秦氏合葬在了一起。第二年，婴宁生下一个男孩，也像婴宁一样爱笑。